# McKenzie Lee
Paula McQuone (n. 16 de maig de 1979 a Leicester, Anglaterra, Regne Unit), més coneguda com a McKenzie Lee, és una actriu pornogràfica anglesa.

## Biografia
Lee va declarar que la seva mare sempre va ser sexualment oberta i era una ninfómana. Llegeix es va iniciar en el món de l'erotisme ballant en un club d'estriptis a Birmingham, Anglaterra, després va estar ballant en un cabaret a Londres. En total va treballar sis anys com a stripper També va treballar com animadora esportiva per a l'equip de futbol Leicester City
McKenzie Lee es va iniciar en el rodatge de pel·lícules per adults a Europa, rodant pel·lícules amb la productora Private Media Group. Inicialment només realitzava escenes lèsbiques, però més endavant va rodar amb el seu xicot Marcus London, i després amb altres homes. Més tard va signar amb Playboy del Regne Unit, fent de presentadora del programa Night Callers, així com el programa de TV per satèl·lit Babe Cast. Lee va marxar als Estats Units per aparèixer al programa Night Calls la nit de cap d'any de l'any 2005. Va arribar a ser entrevistadora per a Playboy en els Premis AVN. Aleshores va conèixer a Jenna Jameson.
El seu primer llançament als Estats Units va ser la pel·lícula Raw and Uncut Berlín (filmada a la capital d'Alemanya); les seves primeres escenes filmades en territori nord-americà van ser a la pel·lícula Jack's Playground 28 i Jack's Teen America Mission 9. Després Lee va firmar un contracte amb ClubJenna el 22 de març de 2005, començant a treballar als Estats Units tres setmanes després. Lee va guanyar el premi a la Millor Actriu debutant de l'AVN l'any 2006. Es va informar que estava compromesa amb Christopher Dancel, i va anunciar estar embarassada del seu primer fill a mitjans de l'any 2006.
L'any 2009 Lee va tornar a la indústria pornogràfica, després d'una pausa de tres anys durant la qual va tenir els seus dos fills. Va signar un contracte exclusiu amb Digital Playground a l'octubre de 2009. Dos mesos després, Lee va cancel·lar el contracte.

## Premis
- 2006: Premi AVN a la millor actriu nova[7]

## Filmografia selecta
- Private Chateau 1: The Struggle for Power (Private Media Group)
- Jack's Playground 27 (Digital Playground)
- My Plaything: McKenzie Lee (Digital Sin)
- McKenzie Made (ClubJenna)
- McKenzie Illustrated (ClubJenna)
- McKenzie Loves Pain (ClubJenna)